# Pécsi Nemzeti Színház
A Pécsi Nemzeti Színház 1895. október 5-én nyitotta meg kapuit a műkedvelők előtt a Bánk bán című Erkel Ferenc-operával. Az épület 90 évig szolgálta Pécs és a térség színházszerető közönségét, de életveszélyessé vált. Az öt éven át, tartó felújításnak köszönhetően (1986-tól 1991-ig), korszerű, több szín megjelenítésére alkalmas forgószínpadot, új fény-, hang-, és videórendszert szereltek be, valamint egy négy részben süllyedő zenei árkot is kapott.

## A pécsi színházi élet, színház nélkül 1895-ig
Már a 19. század közepén Pécs soknemzetiségű város volt: magyarok, németek, horvátok éltek itt, és évszázadok alatt keveréknyelvük alakult ki. A tiszta magyar és német irodalmi nyelvet a vándorszínészek hozták el, akik különféle helyeken léptek fel, míg állandó színházuk nem volt: fogadókban, magánházakban, például az ún. Elefántos Házban, vagy a tettyei kisszínpadon. Színház építését már 1815 óta tervezték, az első állandó színház végül 1839-ben nyílt meg a Mária utcában, a Királyi Ítélőtáblának a polgári leányiskola felé eső részén. Az épületnek csak homlokzati rajza maradt fenn; 1886-ban bezárták rossz állapota miatt. Ez követően ideiglenes jelleggel egy fából épült nyári színkört emeltek a tornacsarnok mellett.

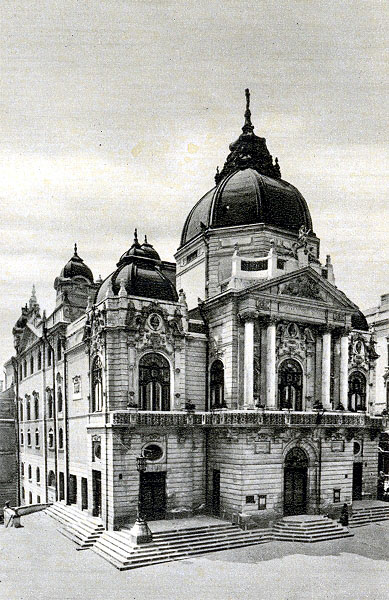
A Pécsi Nemzeti Színház az 1920-as években

## Építése és a megnyitó

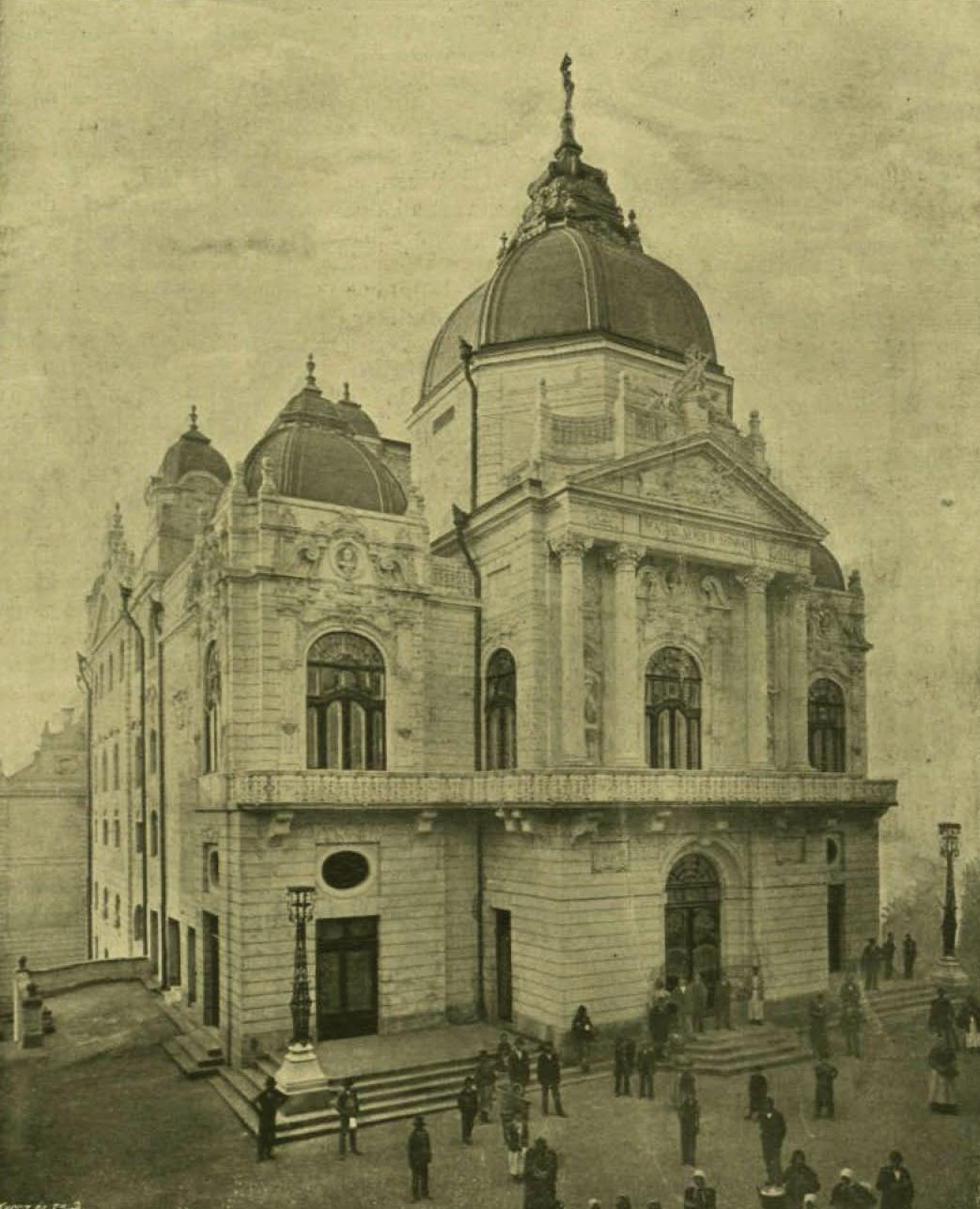
A színház épülete az átadás után

Az új színházépület felépítéséhez a város Színügyi Bizottságot állított fel. A kiválasztott helyszínen, a mai Színház téren akkor katonai csapatkórház állt. Az 1890 májusában kiírt tervpályázatot Láng Adolf és Steinhardt Antal nyerte. A város pótadó kivetésével és adománygyűjtéssel igyekezett előteremteni az építéshez szükséges pénzt, de ez nem járt sikerrel, ezért hitelt vettek fel. 1894-ben adták volna át eredetileg, de az építési nehézségek miatt egy évet csúszott az átadás, és 1895. október 5-én nyitották meg a színházat Erkel Bánk bánjával.

## Az épület felújítása
Mivel az épület egy évszázad alatt életveszélyessé vált, ezért 1986. június 5-én bezárták, és Siklós Mária tervezésében öt év alatt felújították. Ennek során az épület teljesen megújult. Ekkortól több szín megjelenítésére alkalmas forgószínpad, négy részben süllyedő zenekari árok, új fény-, hang- és videorendszer, s klimatizált nézőtér áll rendelkezésre.

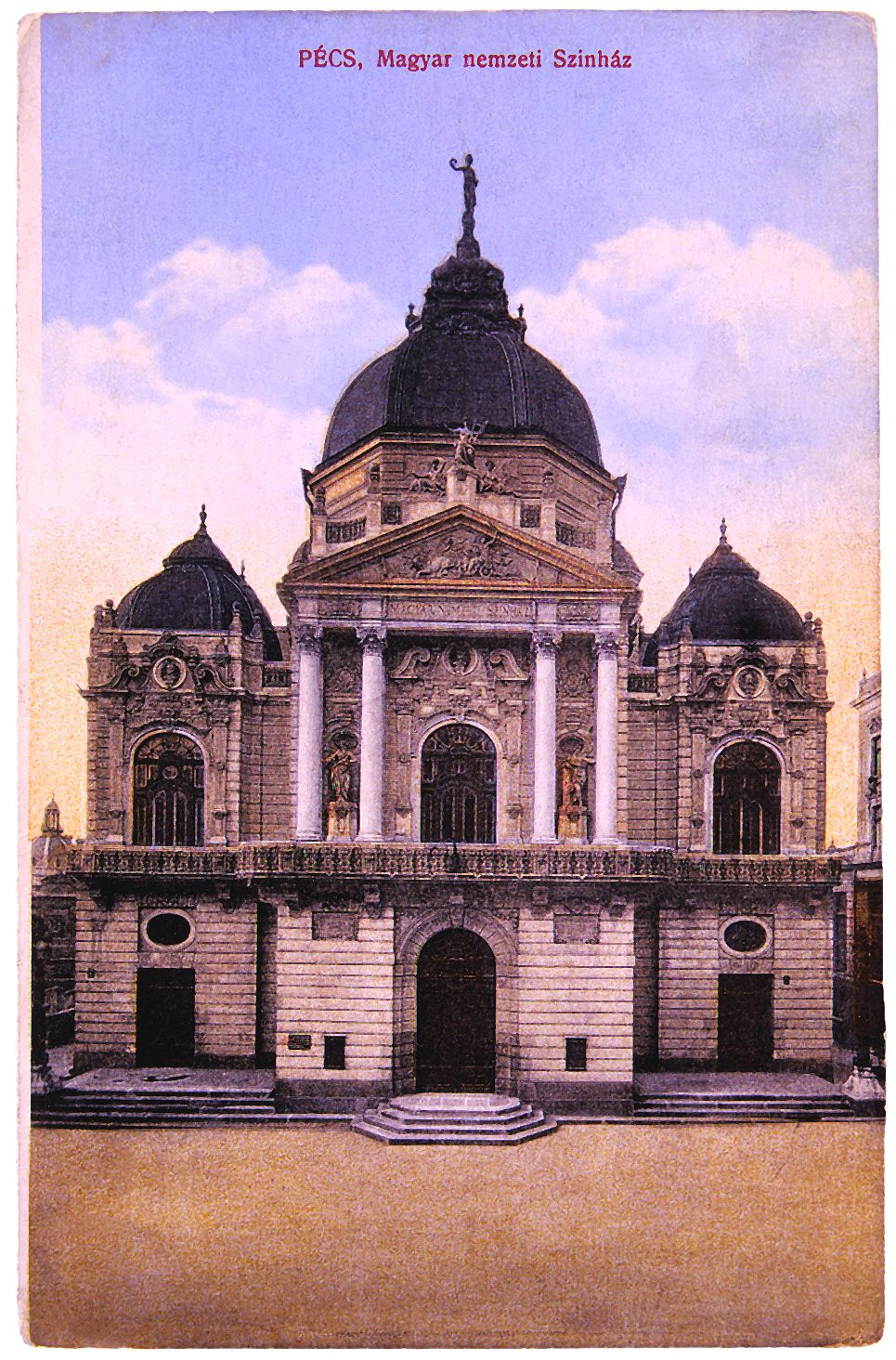
A színház egy régi képeslapon

2011 nyarán ismét felújították az épületet. Többek között megújult a teljes homlokzat és az épület belseje.

## A színház igazgatói
- Kövessy Albert (1905–1911)
- Füredi Béla (1911–1920)
- Asszonyi László (1923–1926)[3] és Kürthy György (1923–1924)
- Fodor Oszkár (1927–1938)[4]
- Hlatky László (1942–1943)
- Székely György (1943–1945, 1947–1948)[5]
- Szendrő József (1949–1952)
- Katona Ferenc (1955–1962)[6]
- Nógrádi Róbert (1962–1988)[7]
- Lengyel György (1988–1993)
- Balikó Tamás (1993–2011)[8]
- Rázga Miklós (2011–2021)[9]
- Lipics Zsolt (2021–)[10]

## Társulat (2025/2026)
- Igazgató: Lipics Zsolt
- Operaigazgató: Kocsár Balázs
- Művészeti vezető: Vidákovics Szláven
- Produkciós vezető: Tóth András Ernő
- Zenei vezető: Bókai Zoltán

### Operatagozat
- Bende István
- Benyovszky Tamás
- Bergovecz Dávid
- Biri Gábor
- Bódis Zsuzsanna
- Bukszár Márta
- Dékány Dominik
- Durovics Géza
- Fertály Katalin
- Győrfi István
- Harka Máté
- Horváth Judit
- Paczáriné Kovács Melinda
- Rubind Péter
- Sárközi Edina
- Schum László
- Szabó Erika
- Vajda Zsófia
- Varga Orsolya
- Váradi Marianna
- Vermes Timea

### Örökös tagok
- Illyés Gyula
- Babarczi Etelka
- Bakos László
- Bódis Irén
- Czímer József
- Csaba Zita
- Csanálossy Zoltánné
- Domján Mária
- Eck Imre
- Faludy László
- Fülöp Mihály
- Füsti Molnár Éva
- Galambos György
- Gyurász Ferenc
- Kós Lajos
- Kovács Dénes
- Labancz Borbála
- Marczis Demeter
- Mester István
- Monori Ferencné
- Németh Alice
- Németh János
- Nógrádi Róbert
- N. Szabó Sándor
- Paál László
- Péter Gizi
- Simon István
- Sík Ferenc
- Sólyom Katalin
- Szabó Samu
- Szivler József
- Takács Margit
- Tóth Sándor
- Uhrik Teodóra
- Unger Pálma
- Vári Éva
- Vata Emil
- Wágner József

## A társulat híresebb tagjai

### Színészek
- Avar István
- Bálint András
- Bán János
- Bánffy György
- Bessenyei Ferenc
- Bősze György
- Buss Gyula
- Haumann Péter
- Holl István
- Faludy László
- Fekete András
- Győry Emil
- Kézdy György
- Koltai Róbert
- Kovács Dénes
- Kulka János
- Láng József
- ifj. Latabár Kálmán
- Marczis Demeter
- Mendelényi Vilmos
- Mester István
- Páger Antal
- Sas József
- Szabó Ottó
- Somló Ferenc
- Szegvári Menyhért
- Széplaky Endre
- Tomanek Nándor
- Végvári Tamás
- Wunderlich József

### Színésznők
- Bázsa Éva (1947–1975)
- Bereczky Júlia (1987–?)
- Bódis Irén (1953–1985)
- Cseh Mária (1966–1991)
- Esztergályos Cecília (1960–1963, Pécsi Balett)
- Halász Judit (1964)
- Labancz Borbála (1964–1990)
- Lang Györgyi (1981–1988)
- Margitai Ági (1958–1962)
- Máthé Erzsi (1949–1952)
- Pásztor Erzsi (1965–1978)
- Pécsi Ildikó (1962–1966)
- Péter Gizi (1951–1959, 1962–1999)
- Ronyecz Mária (1967–1970)
- Sólyom Katalin
- Szabó Tünde (1968–1973)
- Unger Pálma (1974–)
- Vajda Márta (1965–1977)
- Vári Éva (1963–1992, 2017–2018)